# Acanthacorydalis
Acanthacorydalis is een geslacht van insecten dat behoort tot de familie Corydalidae en de orde grootvleugeligen (Megaloptera). De soorten behoren tot de grootste grootvleugelige insecten ter wereld en kunnen een lichaamslengte van zeven centimeter bereiken en een vlucht of spanwijdte van 16 centimeter.
De larven zijn felle rovers en hebben grote kaken, ze kunnen hier gemeen mee bijten als ze worden opgepakt. De volwassen exemplaren daarentegen nemen geen voedsel meer op en leven kort.

## Soorten
- Acanthacorydalis fruhstorferi van der Weele, 1907[1]
- Acanthacorydalis asiatica (Wood-Mason, 1884)[4][5]
- Acanthacorydalis horrenda Navás, 1931
- Acanthacorydalis imperatrix Navás, 1917
- Acanthacorydalis orientalis (McLachlan, 1899)
- Acanthacorydalis sinensis C.-k. Yang & D. Yang, 1986
- Acanthacorydalis unimaculata C.-k. Yang & D. Yang, 1986
- Acanthacorydalis yunnanensis C.-k. Yang & D. Yang, 1988